# The Needles

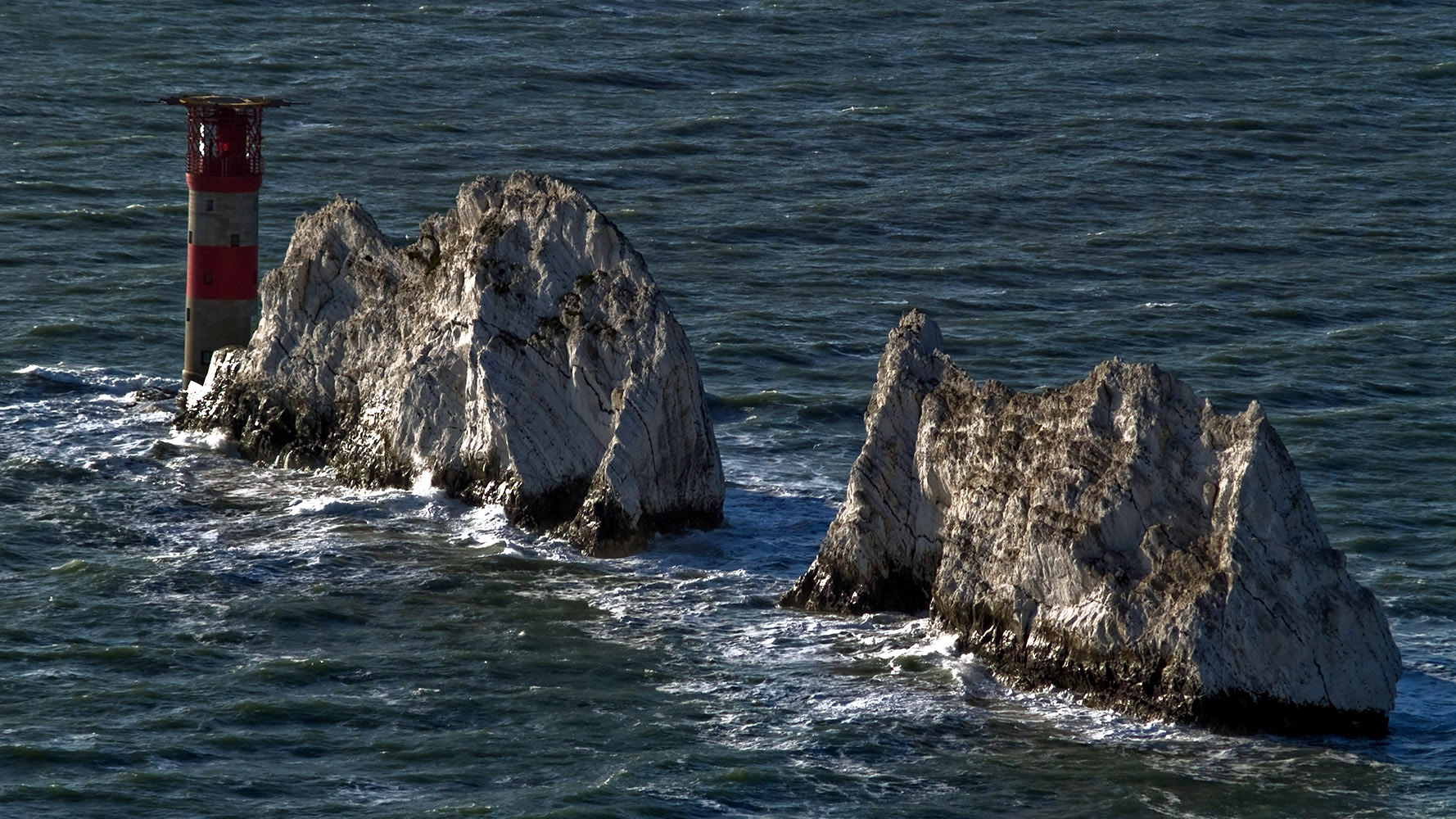
The Needles

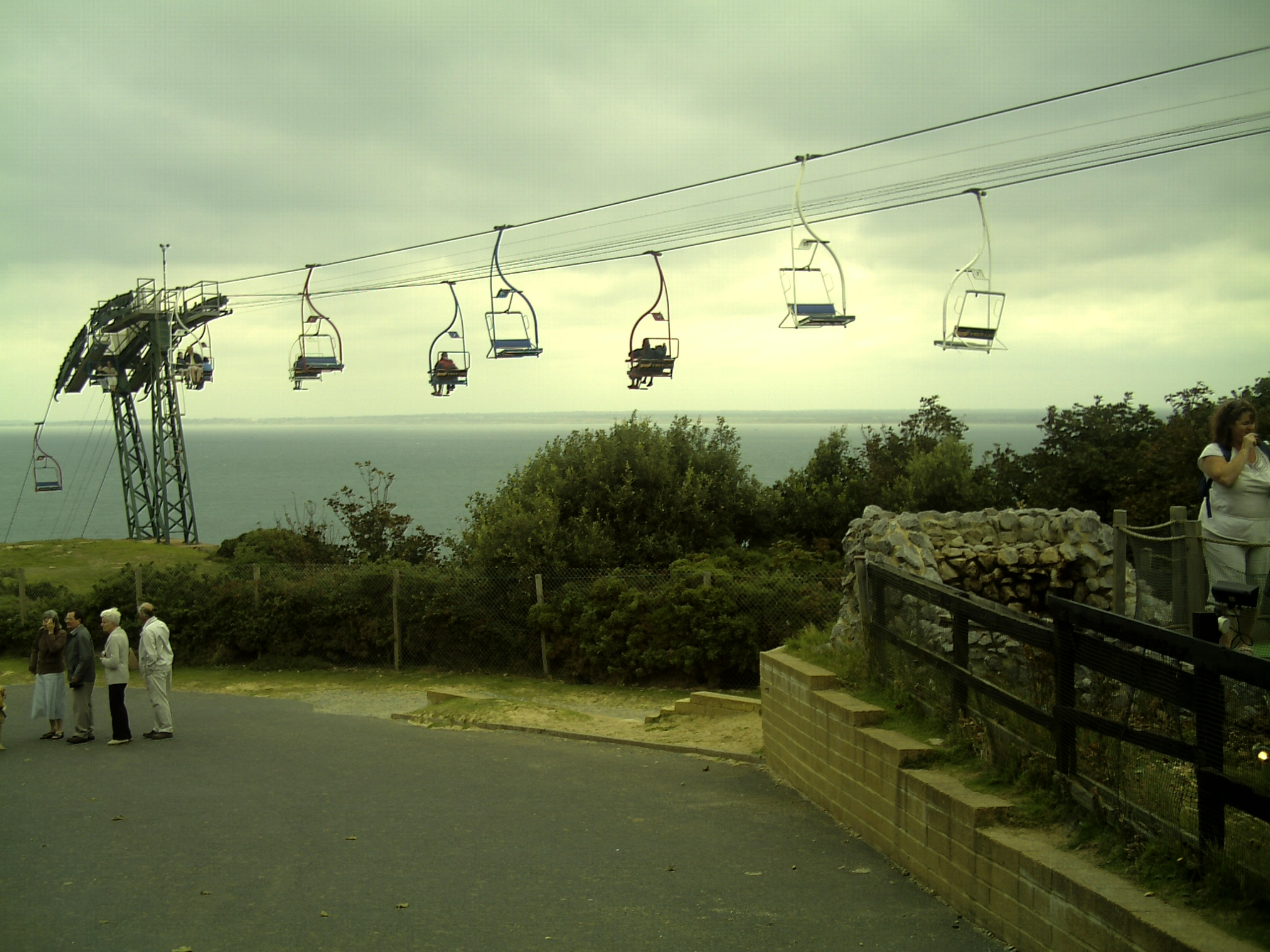
Wyciąg krzesełkowy w Alum Bay w pobliżu Needles

The Needles – skalisty przylądek w zachodniej części wyspy Wight w zatoce Alum Bay. Przylądek stanowi szereg trzech oddzielnych skał kredowych. Na ich końcu znajduje się miniaturowa latarnia morska Needles postawiona tam w roku 1859 przez szkockiego inżyniera Jamesa Walkera.

## Nazwa
Nazwa wywodzi się z pierwotnego wyglądu skał. Początkowo formacja skalna składała się z czterech szpiczasto zakończonych skał, z których najwyższa, zwana żoną Lota, została zniszczona przez sztorm w roku 1764.

## Turystyka
Przylądek jest siedzibą parku rozrywki Alum Bay. Do dyspozycji turystów jest wyciąg krzesełkowy kursujący w dół klifu w pobliże skał. Znajduje się również pamiątkowy monument Guglielmo Marconiego, który z wysokości The Needles nawiązał w roku 1897 po raz pierwszy łączność z oddalonym o 30 km Poole.